# 充填ジュリア集合

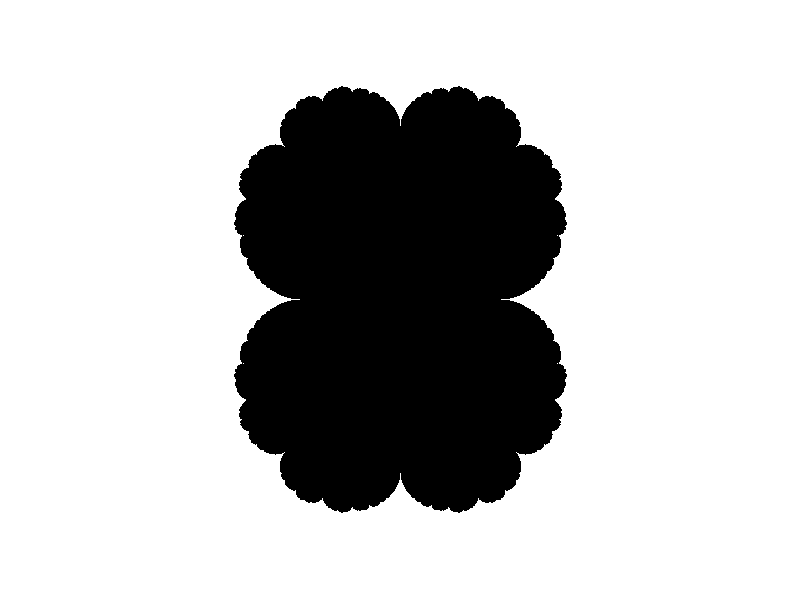
P(z) = z^{2} + 0.25 における充填ジュリア集合

複素力学系における充填ジュリア集合（じゅうてんジュリアしゅうごう、英: filled Julia set または 英: filled-in Julia set）は、多項式の複素函数を繰り返し適用したときに無限に発散しない複素数の集合である。反復する複素函数が2次函数のような簡単な場合でも、充填ジュリア集合は複素平面上に複雑で多様な構造を持ったものとして現れる。
コンピュータを使えば複素平面上の充填ジュリア集合を近似的に描くことができる。充填ジュリア集合の境界は大抵の場合でフラクタルと呼ばれる自己相似形状となっており、ジュリア集合と呼ばれる。複素定数を持つ2次函数を考え、その充填ジュリア集合が連結した集合になるような定数の集まりは、マンデルブロ集合の名で知られる。 

## 定義
z を複素数、ℂ を複素平面、P : ℂ → ℂ を2次以上の複素多項式函数、P n を P 0(z) = z, P 1(z) = P(z), P 2(z) = P(P(z)), …, P n(z) = P(P n−1(z)) で定まる P の n 回反復合成とする 。この反復合成を使って
{\displaystyle \{z_{n}\}=z,\ P(z),\ P^{2}(z),\ \ldots }

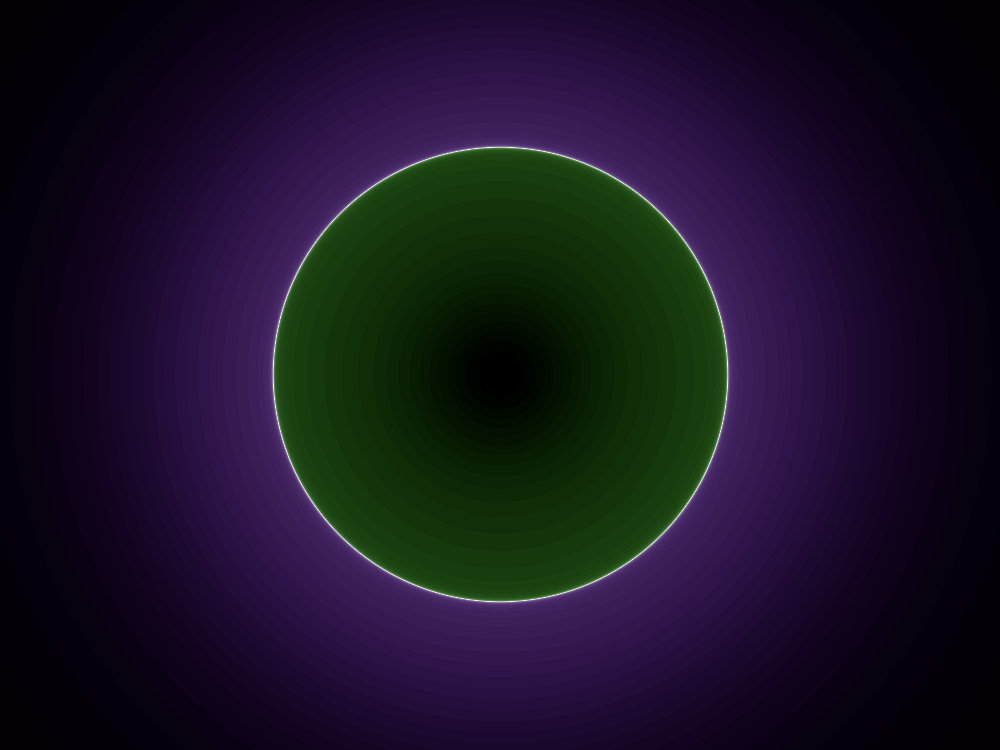
P(z) = z^{2} における簡単な例。緑の部分と白線の部分の和が充填ジュリア集合。白線がジュリア集合。紫の部分が発散点集合

というような無限に続く複素数列（複素平面上の点列）を考えるとき、与える z に依存して点列は様々なものになる。与える z によっては、点列は原点から限りなく遠ざかっていく（つまり絶対値 |P n(z)| が限りなく大きくなっていく）。点列 {zn} が無限大へ発散しない z を全て集めた集合が、充填ジュリア集合である。
定式化すると、充填ジュリア集合（英: filled Julia set または 英: filled-in Julia set）とは
{\displaystyle K_{P}=\{z\in \mathbb {C} \mid \lim _{n\rightarrow \infty }P^{n}(z)\nrightarrow \infty \}}
で定義される集合 KP である。もし任意の n について |P n(z)| がある有限値未満であるとき、点列 {zn} は有界であるという。言い換えると、充填ジュリア集合とは、有界な点列を与える z の集合である。一般に、函数 f の充填ジュリア集合は Kf や K(f) と書かれる。
充填ジュリア集合は、次で定義される発散点集合
{\displaystyle I_{P}=\{z\in \mathbb {C} \mid \lim _{n\rightarrow \infty }P^{n}(z)\rightarrow \infty \}}
とは補集合の関係 KP = ℂ − IP にある。また、充填ジュリア集合の境界 Bd KP をジュリア集合という。
簡単な例で言うと、P(z) = z2 の場合は
- |z| < 1 のとき、n → ∞ で |P n(z)| → 0
- |z| = 1 のとき、|P(z)| = 1
- |z| > 1 のとき、n → ∞ で |P n(z)| → ∞

なので、原点を中心とする単位円板 {|z| ≤ 1} が充填ジュリア集合になっている。加えて、{|z| > 1} が発散点集合、{|z| = 1} がジュリア集合である。

## 性質
2次以上の多項式函数 P では、ある m ≥ 0 で |P m(z)| ≥ r ならば n → ∞ で |P m+n(z)| → ∞ となるような数 r の存在が保証されている。 このため、2次以上の P では充填ジュリア集合 KP は空集合ではない有界な集合であることが分かる。c ∈ ℂ を定数とする2次函数 P(z) = z2 + c の例では、|c| と 2 いずれかの大きな方が r に相当する。a, b ∈ ℂ を定数とする3次函数 P(z) = z3 + az + b の例では、|b| と √|a| + 2 いずれかの大きな方が r に相当する。
以上のことから、D を原点を中心とする半径 r の閉円板とすると、
{\displaystyle K_{P}=\bigcap _{n\geq 0}P^{-n}(D)}
が成り立つ。ここで、P −n は P n の逆像、つまり P−n(D) = {z ∈ ℂ | P n(z) ∈ D} を意味する。

P(z) = z^{2} + c について |c| = 0.7885 の範囲で c を変化させたときの充填ジュリア集合（黒い部分）の様子。黒い部分が存在しないときは、最も明るい色が集積している部分が充填ジュリア集合に近い

その他の基本的な性質としては、KP は閉集合である。よって KP はコンパクト集合である。さらに KP は完全集合であり、孤立点を含まない。また、KP は完全不変集合で、P(KP) = P−1(KP) = KP が成り立つ。
KP が内部 Int KPを持つとき、内部の各連結成分は単連結である。Int KP は吸引的な不動点や吸引的な周期点といったアトラクターの吸引領域となっている。P によっては相異なるアトラクターと吸引領域が併存し、KP はそれら吸引領域と境界の和集合になる。
充填ジュリア集合の境界 Bd KP すなわちジュリア集合上も完全不変で、境界の点は反復合成を続けても境界に留まり続ける。境界（ジュリア集合）上の点はカオス的に振るまう。大抵のジュリア集合はフラクタルと呼ばれる自己相似形状となる。P(z) = z2 + c のような単純な多項式関数であっても、大変複雑で多種多様な構造の充填ジュリア集合が出現し得る。
dP/dz(z) = 0 を満たす z を臨界点という。KP が全ての（有限な）臨界点を含むとき、KP は連結である。逆に KP が臨界点を1つも含まないとき、KP は全不連結である。また、KP が全不連結のとき、KP はカントール集合と同相で、なおかつジュリア集合と一致する。P(z) = z2 + c では z = 0 が臨界点になる。この2次函数の充填ジュリア集合が連結であるような定数 c の集合を、また同値なことだが充填ジュリア集合が z = 0 を含まないような定数 c の集合をマンデルブロ集合という。

## コンピュータによる描写
コンピュータを用いると、充填ジュリア集合を描くことは比較的簡単である。描写は、充填ジュリア集合の定義そのものを使って行える。与えた点の反復合成が無限大へ発散するかどうかを判別し、無限大へ発散しない点と発散する点を塗り分ければ、前者で塗った範囲が近似的な充填ジュリア集合になる。P(z) = z2 + c の例では、反復した数値が |c| と 2 いずれかの大きな数値を超えれば無限大に発散すると判別できる。実際の処理手順では、これらの数値を超えるか否か（以下、逃走判断規準と呼ぶ）を有限回の反復回数で判断する。すなわち、最大反復回数を N として、N 回目までの反復計算で逃走判断規準を満たしたら無限大へ発散する点、N 回目までの反復計算で逃走判断規準を満たさなければ充填ジュリア集合に属する点と判断する。
ただし、無限大への発散を有限の反復回数で判断する点は、不正確な描写の原因にもなりうる。通常は打ち切りの反復回数を30回から40回としても十分だが、拡大した図を得るには反復回数を増やす必要がある。また、充填ジュリア集合が全不連結のときはうまく働かないこともある。
充填ジュリア集合のカラフルな描写を行うときは、充填ジュリア集合の外側の点を逃げていく速さで色付けすることがある。つまり、逃走判断基準に達したときの反復回数が
- 少なければ、赤
- 中程度であれば、黄や緑
- 多ければ、青や紫

などのように充填ジュリア集合の外側の領域を色付けする。

描写の例
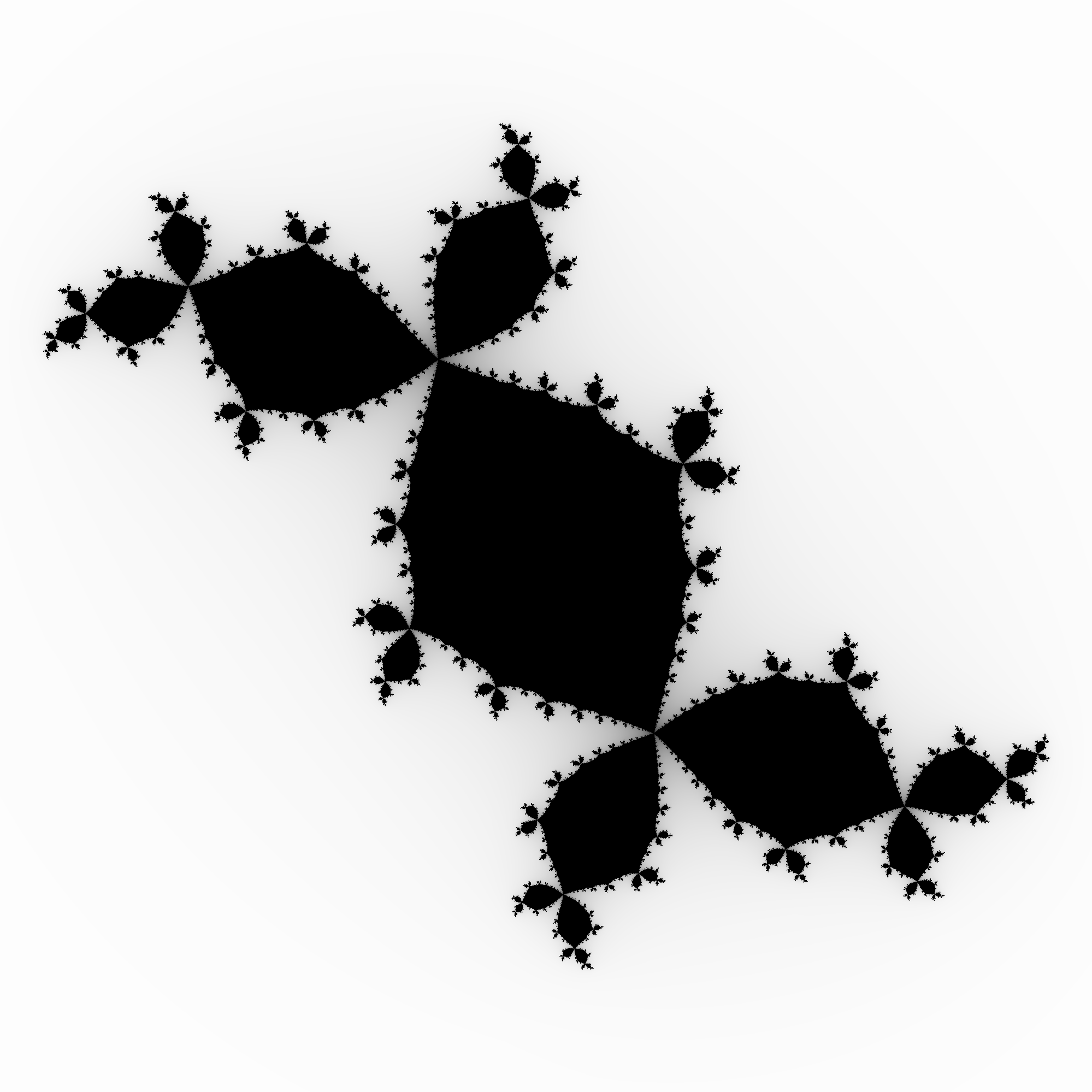
P(z) = z2 − 0.12256… − 0.74486…i（連結な充填ジュリア集合）
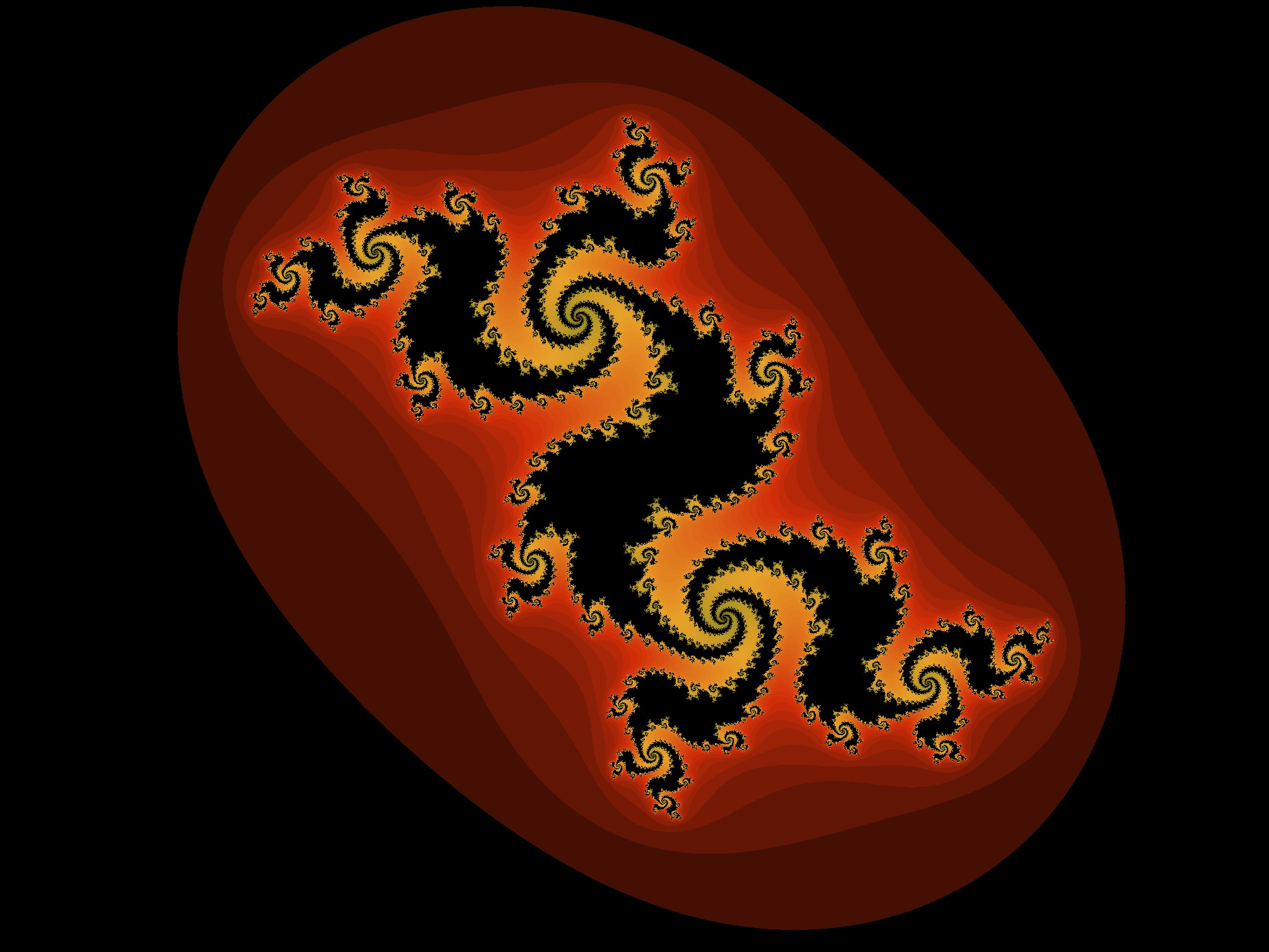
P(z) = z2 − 0.06 + 0.68i（連結な充填ジュリア集合）
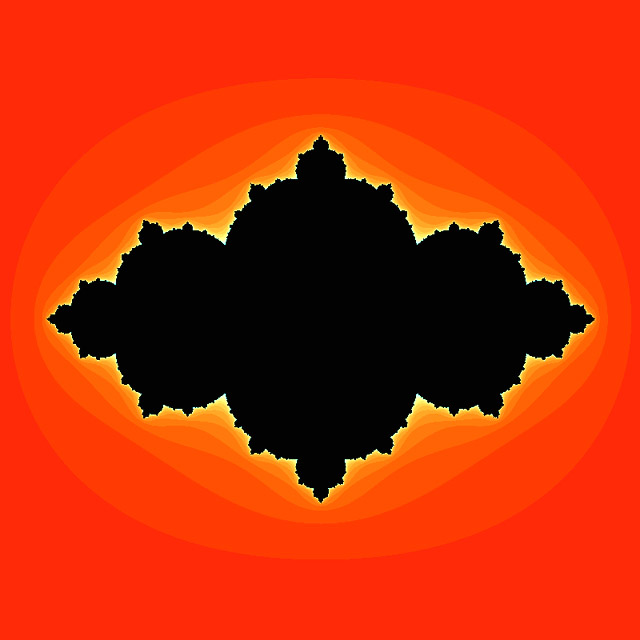
P(z) = z2 − 0.618…（連結な充填ジュリア集合）
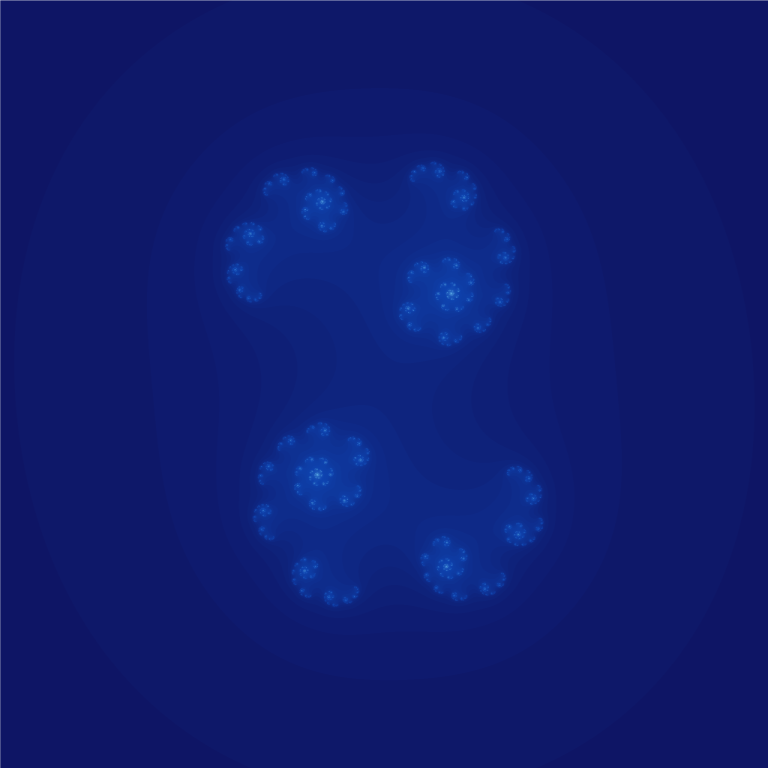
P(z) = z2 + 0.45 + 0.1428i（全不連結な充填ジュリア集合）
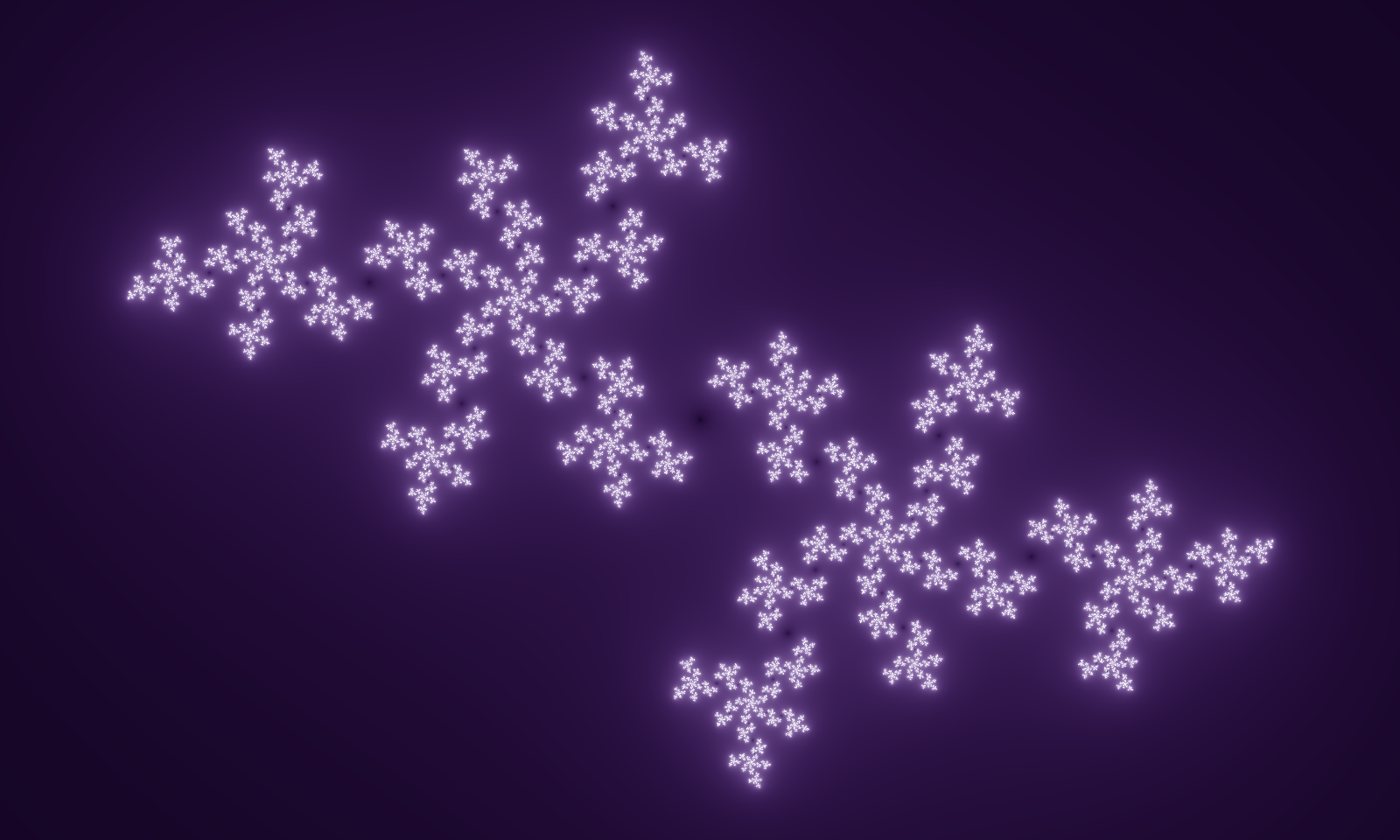
P(z) = z2 − 0.6 + 0.6i（全不連結な充填ジュリア集合）
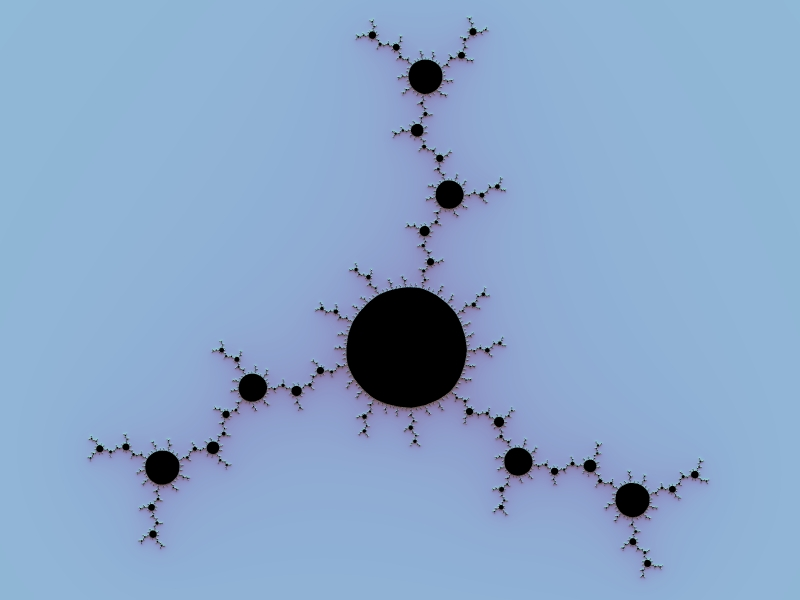
P(z) = z3 − 0.2634 + 1.2594i
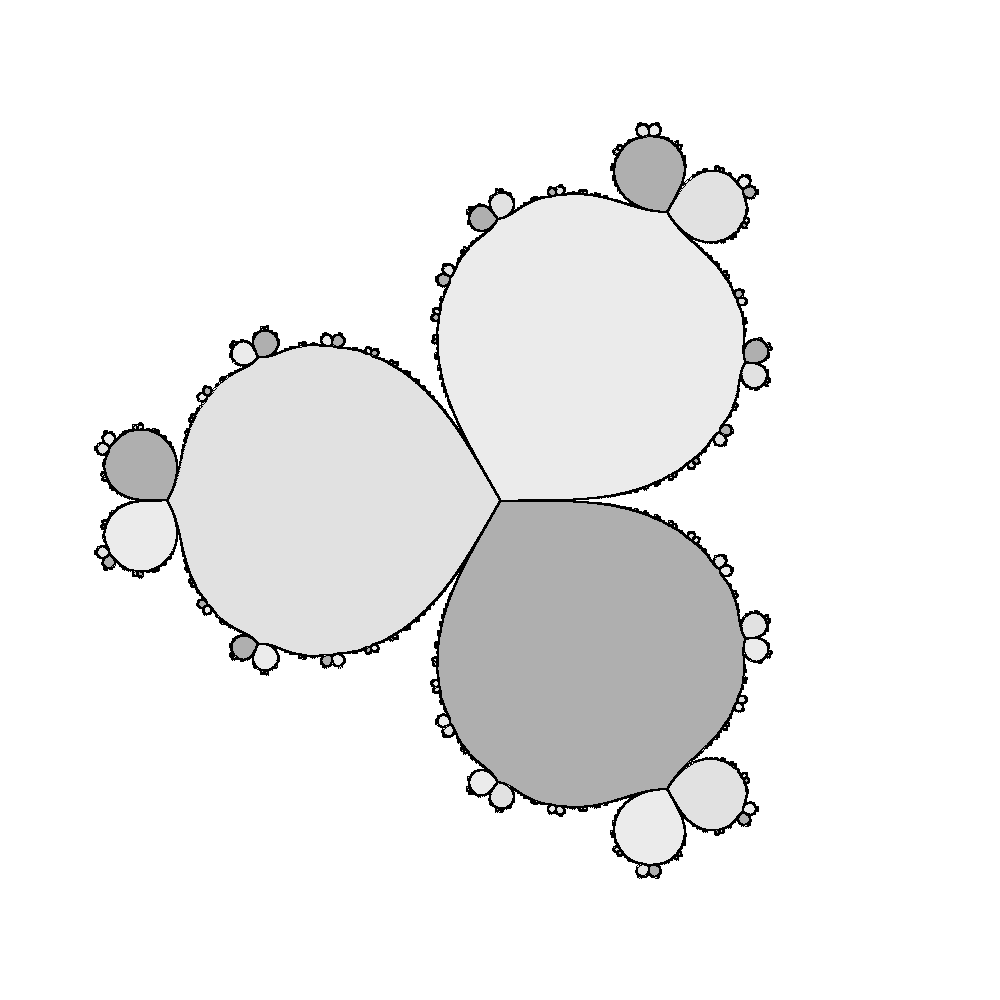
P(z) = z4 + z
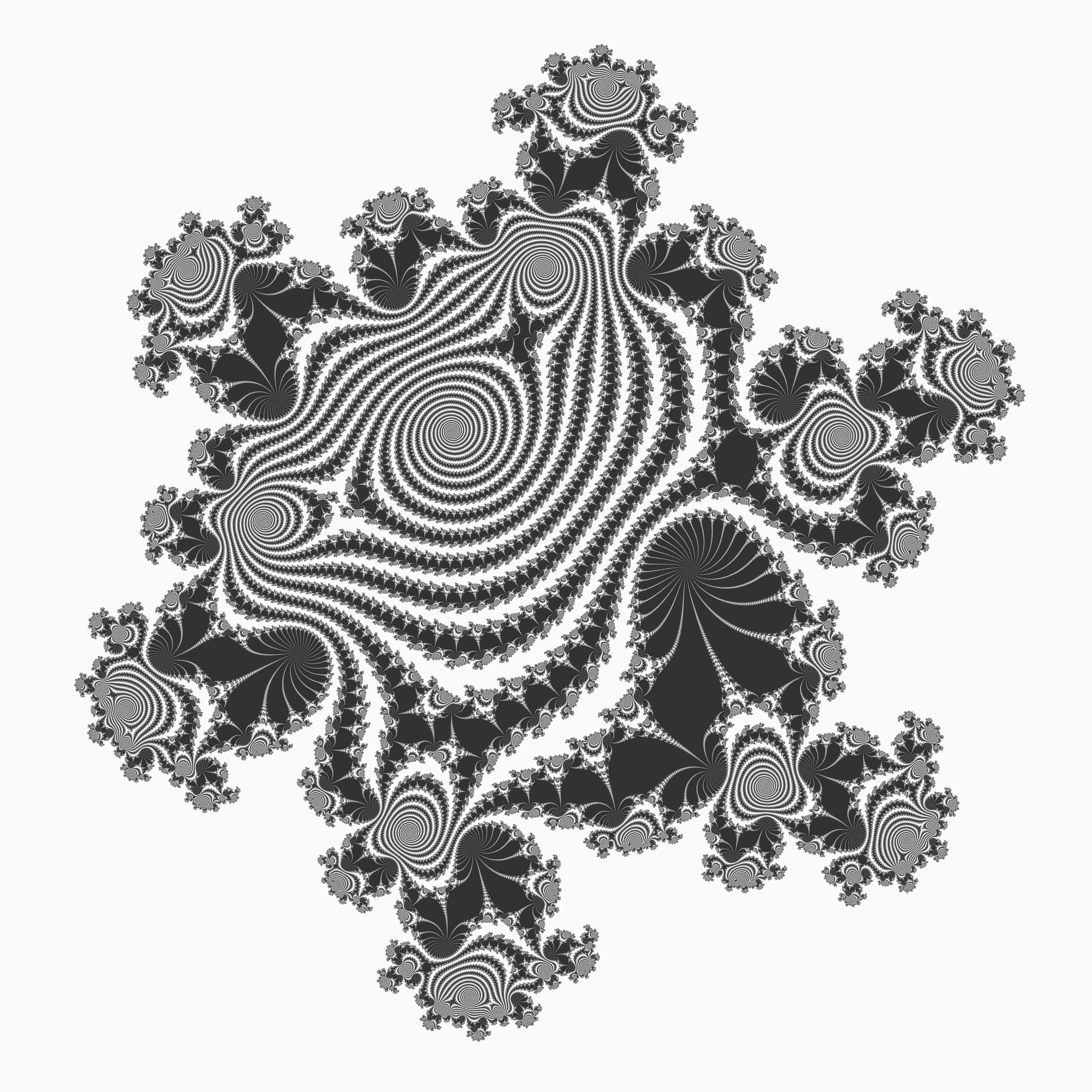
P(z) = z6 + az + c a = 0.06968… − 0.1079…i c = 0.46875 − 0.5703125i